# Fedor von Bercken
Fedor Ernst Hans Leopold von Bercken (* 10. April 1837 in Mühlhausen/Thüringen; † 25. Dezember 1913 in Ganglau) war ein preußischer Generalleutnant.

## Leben

### Herkunft
Fedor war ein Sohn des preußischen Generalmajors August von Bercken (1795–1864) und dessen Ehefrau Mathilde Valeska, geborene von Knobloch (1799–1882) aus dem Hause Bärwalde.

### Militärkarriere
Bercken besuchte die Bürgerschule in Treptow sowie die Kadettenhäuser in Potsdam und Berlin. Am 29. April 1854 wurde er als charakterisierter Portepeefähnrich im 4. Ulanen-Regiment der Preußischen Armee angestellt und avancierte bis Anfang Dezember 1855 zum Sekondeleutnant. Zur weiteren Ausbildung war Bercken von September 1862 für drei Jahre an die Kriegsakademie kommandiert. Zwischenzeitlich mit der Beförderung zum Premierleutnant in das Westpreußische Ulanen-Regiment Nr. 1 versetzt, wurde Berken anschließend bis Mai 1866 zum Kaiser Franz Garde-Grenadier-Regiment Nr. 2 kommandiert. Während des Krieges gegen Österreich führte er die 3. Eskadron seinen Regiments in den Kämpfen bei Skalitz, Schweinschädel, Gradlitz und Königgrätz. In der Schlacht bei Nachod gelang es Bercken im Verbund mit der 4. Eskadron zwei feindliche Geschütze zu erobern. Für diese Tat wurde ihm am 20. September 1866 der Orden Pour le Mérite verliehen.
Nach dem Friedensschluss stieg er zum Rittmeister und Eskadronchef im Kurmärkischen Dragoner-Regiment Nr. 14 auf. Im Krieg gegen Frankreich nahm er 1870/71 mit seiner 4. Eskadron an den Schlachten bei Weißenburg, Wörth und Sedan teil. Ausgezeichnet mit dem Eisernen Kreuz II. Klasse avancierte Bercken Mitte Juni 1875 zum Major und wurde am 17. Oktober 1876 als etatsmäßiger Stabsoffizier in das 3. Badische Dragoner-Regiment „Prinz Karl“ Nr. 22 nach Karlsruhe versetzt. In dieser Stellung erfolgte am 13. September 1882 seine Beförderung zum Oberstleutnant und als solcher führte er für längere Zeit in Vertretung des erkrankten Kommandeur von Kaphengst das Regiment. Am 16. November 1882 erhielt Bercken den Rang und die Gebührnisse eines Regimentskommandeurs und wurde mit seiner Uniform zu den Offizieren von der Armee versetzt. Ab dem 12. Dezember 1882 fungierte er als Kommandeur des 1. Leib-Husaren-Regiments Nr. 1 in Danzig und stieg als solcher Mitte Juni 1886 zum Oberst auf. Unter Stellung à la suite seines Regiments wurde Bercken am 17. April 1888 als Kommandeur der 18. Kavallerie-Brigade nach Flensburg versetzt und am 22. Mai 1889 zunächst noch ohne Patent zum Generalmajor befördert. Am 13. August 1889 wurde ihm das Patent seines Dienstgrades vom 22. Mai 1889 verliehen. Unter Verleihung des Kronenordens II. Klasse mit Stern wurde Bercken am 16. Mai 1891 mit der gesetzlichen Pension zur Disposition gestellt.
Nach seiner Verabschiedung bewirtschaftete Bercken sein Gut in Ganglau, erhielt am 22. August 1891 den Charakter als Generalleutnant und wurde am 5. Februar 1913 mit dem Stern zum Roten Adlerorden II. Klasse mit Eichenlaub ausgezeichnet. Er verstarb auf seinem Gut und wurde dort am 27. Dezember 1913 beigesetzt.

### Familie
Bercken verheiratete sich am 29. April 1867 in Berlin mit Ida von Kamienski (1842–1920). Aus der Ehe gingen der Sohn Fedor August Adolf (1873–1911), zuletzt Rittmeister im Husaren-Regiment „Königin Wilhelmina der Niederlande“ (Hannoversches) Nr. 15, und die Tochter Idaly (1880–1885) hervor.